# Amorosa visione

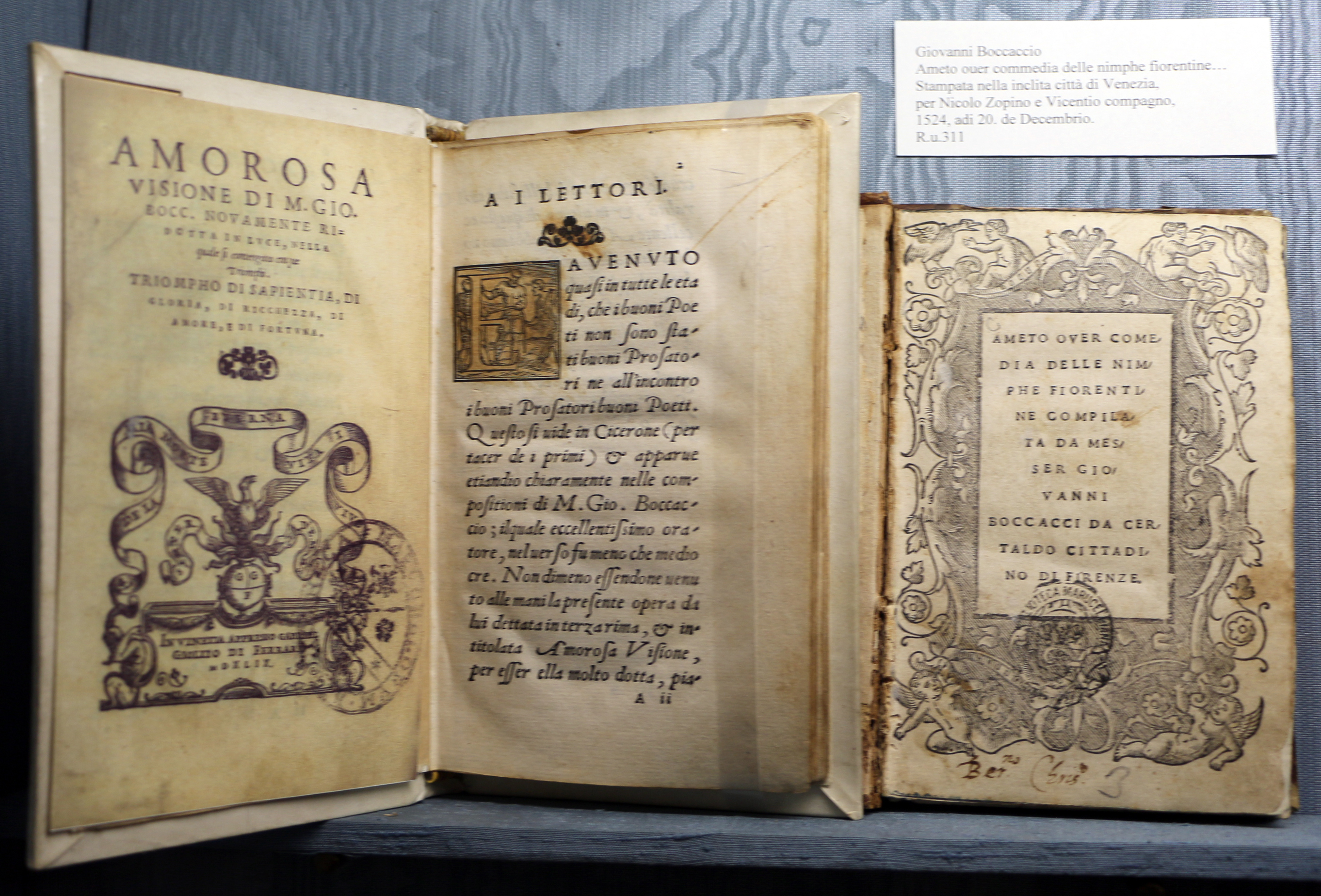
Imagem da obra.

Amorosa visione (1342, revisado c. 1365) é um poema narrativo de Boccaccio, cheio de ecos da Divina Comédia e composto por 50 cantos em terza rima. Ele fala de um sonho em que o poeta vê, em sequência, os triunfos da Sabedoria, Glória Terrena, Riqueza, Amor, Fortuna que tudo destrói (e sua serva Morte), e assim se torna digno do agora amor celestial de Fiammetta. Os triunfos incluem figuras medievais mitológicas, clássicas e contemporâneas. Sua arquitetura moral, cultural e histórica foi sem precedentes e levou Petrarca a criar seu próprio Trionfi (uma série de poemas italianos do século XIV) no mesmo modelo. Entre os contemporâneos Giotto e Dante destacam-se, sendo este último celebrado acima de qualquer outro artista, antigo ou moderno.